# دريموس
دريموس (Δρυμός) هي مدينة في ثيسالونيكي في مقاطعة فوريا إلادا في اليونان.
يبلغ عدد سكانها حوالي 2854 نسمة.